# Phylloxiphia oweni
Phylloxiphia oweni là một loài bướm đêm thuộc họ Sphingidae. Loài này có ở Sierra Leone phía đông đến Cộng hòa Trung Phi và then phía nam đến Gabon, Cộng hòa Congo và Cộng hòa Dân chủ Congo.
Chiều dài cánh trước khoảng 48 mm. 